# Дикие предки
«Дикие предки» (англ. Early Man) — британский комедийно-приключенческий мультфильм, выполненный в технике пластилиновой анимации. Сценарий к «Диким предкам» написали Марк Бёртон и Джон О’Фаррел на основе рассказа Ника Парка, который также занял место режиссёра. Том Хиддлстон, Эдди Редмэйн, Мэйси Уильямс и Тимоти Сполл озвучивали героев мультфильма в оригинале.
Мультфильм вышел в Великобритании 26 января 2018 года, в США — 16 февраля, в России — 22 марта, и преимущественно получил положительные рецензии критиков.

## Сюжет
В нео-плейстоцене возле будущего Манчестера падает астероид и убивает динозавров. Люди спускаются в кратер и начинают пинать горячий огарок астероида — так зародился футбол. Спустя века там выросли джунгли, бродят мамонты. На местное племя пещерных людей нападают войска общества бронзового века, вытесняют их из кратера и обносят его колючей проволокой. Но Даг от имени дикарей бросает вызов лучшей команде племенного турнира по футболу, чтобы правитель города лорд Гнус вернул им дом в случае победы.

## Роли озвучивали
- Эдди Редмэйн — Даг, пещерный человек из Каменного века[6]
- Том Хиддлстон — лорд Гнус, предводитель Бронзового века[7]
- Мэйси Уильямс — Гуна, футбольный энтузиаст из Бронзового века и подруга Дага[8]
- Тимоти Сполл — Бобнар, вождь племени Дага[9]
- Ричард Айоади — Трибор, соплеменник Дага[9]
- Селина Гриффитс — Магма, соплеменница Дага[9]
- Джонни Вегас — Асбо, соплеменник Дага[9]
- Марк Уильямс — Барри, соплеменник Дага, у которого есть крутой друг по имени Мистер Рок[9]
- Джина Яшир — Гравелль, темнокожая соплеменница Дага[9]
- Саймон Гринелл — Имак и Тонго, соплеменники Дага[9]
- Ник Парк — Свинтус, дикий кабан и питомец Дага[10]

## Создание
18 июня 2007 года студия Aardman Animations объявила, что Ник Парк начал работу над новым проектом, который не является частью франшизы об Уоллесе и Громите. 6 мая 2015 года стало известно, что StudioCanal выделили $50 млн на создание нового пластилинового мультфильма, получившего название «Дикие предки», и готовы выступить в качестве компании-дистрибьютора. Проект также поддержал Британский институт кинематографии. По задумке мультфильм должен рассказать о том, как пещерные люди участвуют в первом в истории человечества чемпионате мира по футболу.
9 мая 2016 года, когда фильм официально находился в производстве, было опубликовано фото первого актёра, выбранного для озвучивания персонажей — Эдди Редмэйн, которому досталась роль пещерного человека Дага. 19 октября 2016 года роль главного злодея, лорда Гнуса, получил Том Хиддлстон.

## Маркетинг
21 сентября 2017 года, в ТВ-программе Blue Peter на канале CBBC был запущен конкурс, по условиям которого участники должны были придумать доисторического героя в духе мультфильма «Дикие предки». Победитель посетил студию Aardman, где его героя воплотили в жизнь.

## Релиз
Мировая премьера мультфильма «Дикие предки» состоялась 28 января 2018 года. По результатам третьего уик-энда фильм попал в топ-10 бокс-офиса Великобритании.
«Дикие предки» занимают 14-е место в Списке самых кассовых кукольных мультфильмов.
В российский кинопрокат фильм вышел 22 марта 2018 года.

### Отзывы критиков
На сайте Rotten Tomatoes рейтинг «свежести» фильма составляет 82 % на основе 158 отзывов со средней оценкой 6,7/10. На сайте Metacritic, где оценки выставляются на основе среднего арифметического взвешенного, средний рейтинг фильма составляет 68 баллов из 100 на основе 39 отзывов, указывая на «в целом положительный отклик».

## Награды
- 2019 — Номинирован на премию «Энни»
- 2018 — Премия «Британского независимого кино» — за лучшие спецэффекты
- 2018 — номинирован на премию «Европейской киноакадемии» — за лучший мультфильм
- 2018 — номинирован на премию «Hollywood Music in Media Awards» — за лучшую песню к мультфильму
- 2018 — номинирован на премию «Halfway Award» — за лучший мультфильм